# 第二次イゾンツォの戦い
第二次イゾンツォの戦い（イタリア語：Seconda battaglia dell'Isonzo, ドイツ語：Zweite Isonzoschlacht）は、第一次世界大戦中のイタリア戦線で、1915年7月18日から8月3日にかけて、イタリア王国とオーストリア＝ハンガリー帝国の間で戦われた会戦である。

## 戦闘前
2週間前の第一次イゾンツォの戦いにおける失敗の後、イタリア軍の総司令官ルイージ・カドルナは、増強した砲兵の支援のもと、オーストリア軍戦線に対して新たな攻撃を加えることを決定した。
カドルナの採った戦術は単純で、つまりは前回そうであったように粗雑なものであった。イタリア軍はオーストリア軍の塹壕の正面に陣取り、鉄条網を制圧した後に敵陣に乗り込むという計画である。イタリア軍はオーストリア軍に数で勝っていたものの、部隊に行き渡るだけの鉄条網用のカッターを持っておらず、機動力が制限されることとなった。

## 戦闘
イタリア第2軍と第3軍が攻勢をかけたカルスト高地（特にネッロ山）では、死力を尽くした白兵戦が繰り広げられ、双方に甚大な損害を出した。この恐ろしい混戦の中では、銃剣、サーベル、ナイフ、それに様々な金属片やがらくたまでもが戦闘に用いられた。ハンガリー第20師団は、その将兵の3分の2までを失い壊滅、師団は後送された。
7月25日に入り、イタリア軍はサン・ミケーレ山 (it:Monte San Michele) を占領した。これはそれほど急峻な山ではなかったが、かなり広い地域を制圧できる制高点（高所のため広い地域を視認でき、火砲を管制してその地域を制圧できる点）だった。オーストリア軍はリヒター大佐が指揮する数個の精鋭からなる連隊を送り込み、奪還のため必死の反撃を行ったが無駄に終わった。
イタリア、オーストリア両軍が弾薬を射耗したため戦闘は終わった。3週間の戦闘で90,000人もの将兵が戦死した。

## 他の戦闘
- 第一次イゾンツォの戦い - 1915年6月23日 - 7月7日
- 第三次イゾンツォの戦い - 1915年10月18日 - 11月3日
- 第四次イゾンツォの戦い - 1915年11月10日 - 12月2日
- 第五次イゾンツォの戦い - 1916年3月9日 - 3月17日
- 第六次イゾンツォの戦い - 1916年8月6日 - 8月17日
- 第七次イゾンツォの戦い - 1916年9月14日 - 9月17日
- 第八次イゾンツォの戦い - 1916年10月10日 - 10月12日
- 第九次イゾンツォの戦い - 1916年11月1日 - 11月4日
- 第十次イゾンツォの戦い - 1917年3月12日 - 6月8日
- 第十一次イゾンツォの戦い - 1917年8月19日 - 9月12日
- カポレットの戦い - 1917年10月24日 - 11月9日（第一二次イゾンツォの戦いとも言う）